# Komitat Krassó-Szörény
Das Komitat Krassó-Szörény [ˈkrɒʃːoː ˈsøreːɲ] (ungarisch Krassó-Szörény vármegye, lateinisch comitatus Krassovinis et Severinensis, rumänisch Comitatul Caraș-Severin) war eine Verwaltungseinheit im Süden des Königreichs Ungarn. Verwaltungssitz war Lugos.

## Lage

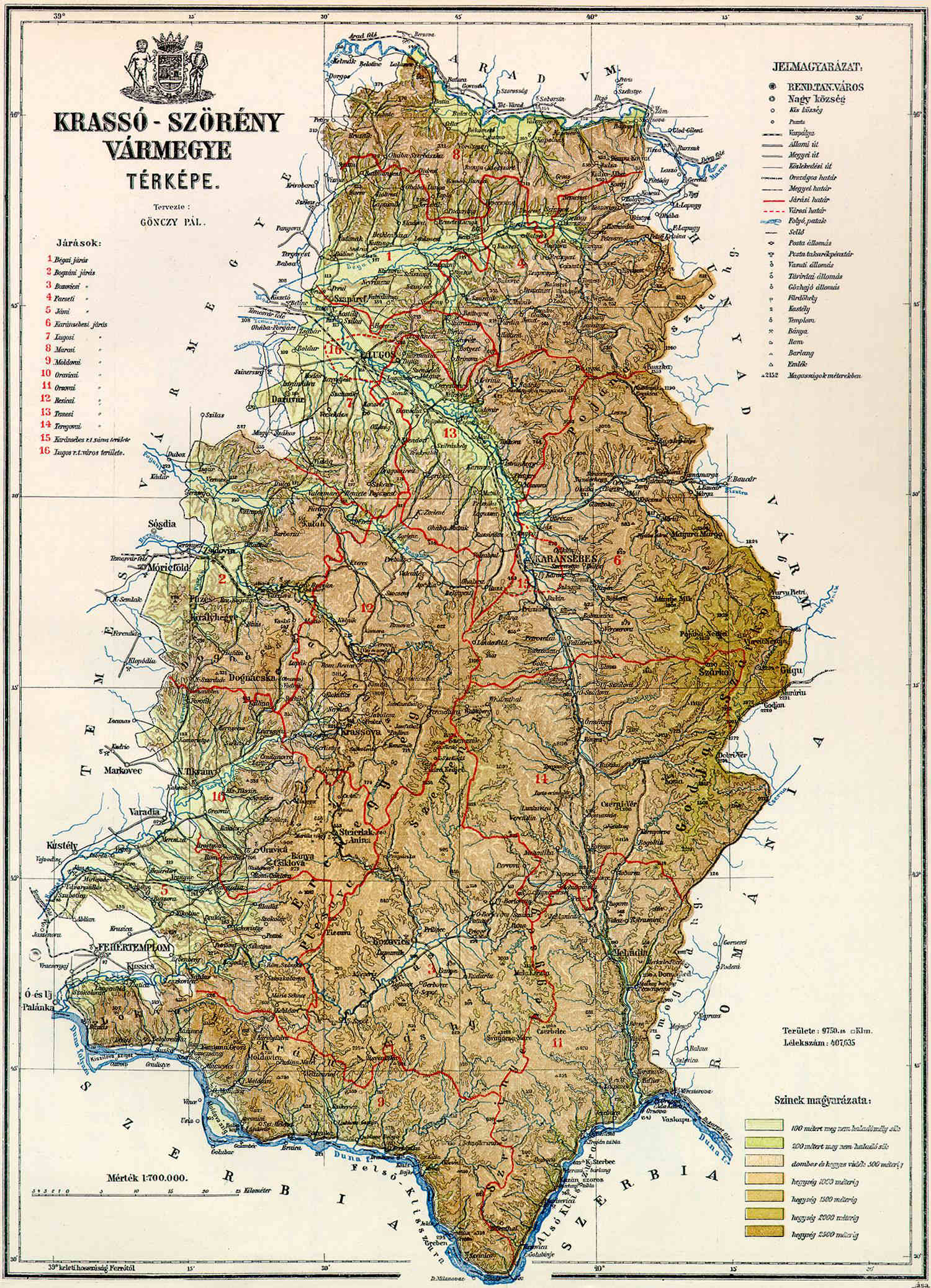
Karte des Komitats Krassó-Szörény um 1890

Das im Banat liegende Gebiet umfasste eine Fläche von 11.032 km². Der Hauptfluss des Komitats war die Temesch (ungarisch Temes).
Das Komitat grenzte im Süden an Serbien, im Südosten an Rumänien sowie an die Komitate Temes im Westen, Arad im Norden und Hunyad im Nordosten. Die Donau bildete die Südgrenze des Komitats, der Maros (heute rumänisch Mureș) die Nordgrenze.

## Geschichte
Das Komitat entstand 1881 durch den Zusammenschluss der Komitate Krassó und Szörény.
Nach dem Ende des Ersten Weltkriegs wurde das Gebiet 1920 im Vertrag von Trianon zwischen dem Königreich der Serben, Kroaten und Slowenen im Süden und Rumänien im Norden (der Großteil) aufgeteilt.
Die Volkszählung im Jahre 1910 ergab eine Einwohnerzahl von 466.147 Personen. Heute ist das Gebiet auf die südwestrumänischen Kreise Caraș-Severin und Timiș aufgeteilt, ein 10 Kilometer breiter Streifen entlang des Flusses Mureș liegt im rumänischen Kreis Arad.

## Bezirksunterteilung

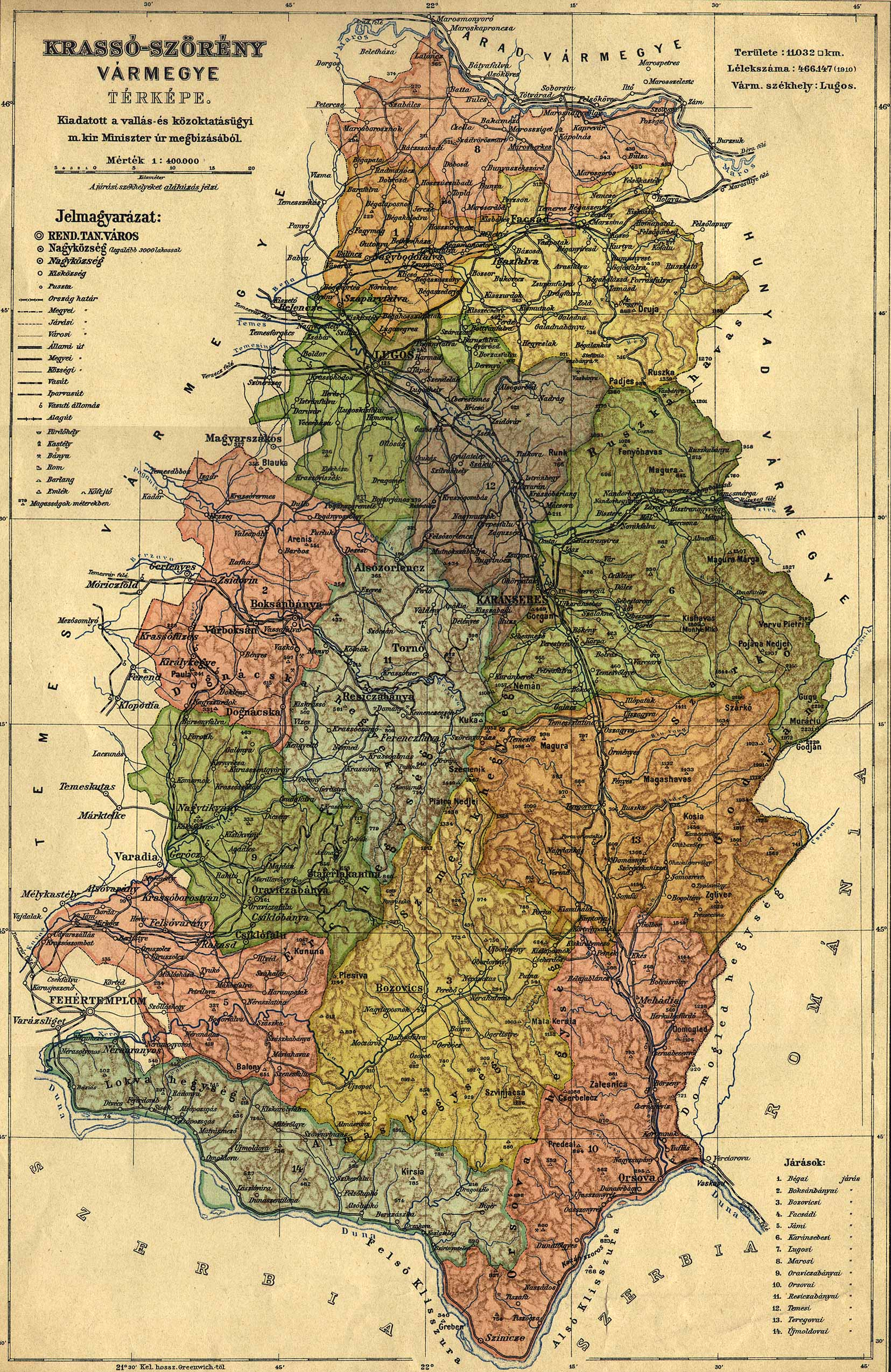
Administrative Karte

Das Komitat bestand im frühen 20. Jahrhundert aus folgenden Stuhlbezirken (nach dem Namen des Verwaltungssitzes benannt):
| Stuhlbezirke (járások)                   | Stuhlbezirke (járások)        |
| Stuhlbezirk                              | Verwaltungssitz               |
| ---------------------------------------- | ----------------------------- |
| Béga, heute Bega                         | Bálinc, heute Balinț          |
| Boksanbánya                              | Boksanbánya, heute Bocșa      |
| Bozovics                                 | Bozovics, heute Bozovici      |
| Facsád                                   | Facsád, heute Făget           |
| Jám                                      | Jám, heute Iam                |
| Karánsebes                               | Karánsebes, heute Caransebeș  |
| Lugos                                    | Lugos, heute Lugoj            |
| Maros, heute Mureș                       | Marosberkes, heute Birchiș    |
| Oravicabánya                             | Oravicabánya, heute Oravița   |
| Resicabánya                              | Resicabánya, heute Reșița     |
| Temes, heute Timiș                       | Szákul, heute Sacu            |
| Teregova                                 | Teregova                      |
| Újmoldova                                | Újmoldova, heute Moldova Nouă |
| Stadtbezirke (rendezett tanácsú városok) |                               |
| Karánsebes, heute Caransebeș             |                               |
| Lugos, heute Lugoj                       |                               |

Alle genannten Orte liegen im heutigen Rumänien.